# Tito Albucio
Tito Albucio (siglo II a. C.) fue un político y orador de la Gens Albucia, que nació en Roma.
Hizo sus estudios en Atenas, y se afilió a la escuela epicúrea. Conocía perfectamente la literatura griega, hasta el punto que Cicerón decía que era casi griego. Así mismo, elogia en Brutus su elocuencia y conocimientos de la literatura griega. Lucilio, en cambio, se burlaba de su amor inmoderado por Grecia.
En 105 a. C. fue nombrado pretor de Cerdeña, donde tras una insignificante victoria sobre unos ladrones, celebró un triunfo. De vuelta a Roma, solicitó al senado el mismo honor, que le fue denegado, e incluso fue acusado por Cayo Julio César, y condenado al exilio. 
Se retiró entonces a Atenas para entregarse a sus estudios, hasta su muerte.